# ترقوه
تَرقُوه یا چَنبَر (به انگلیسی: Clavicle) استخوان دراز است که همراه با استخوان کتف، بازو و جناغ، کمربند شانه‌ای یا سینه‌ای را تشکیل می‌دهند. این استخوان برخلاف سایر استخوان‌های دراز، فاقد هرگونه مغزی است و دارای منشأ غشائی می‌باشد و از سمت داخل به جناغ و از سمت خارج به استخوان کتف متصل می‌شود. ترقوه تنها استخوان بین تنه و اندام فوقانی است و در تمام طولش قابل لمس است. شکل استخوان ترقوه در هر طرف قفسه سینه شبیه حرف «S» است.
ترقوه یا استخوان چنبری یا کلاویکل تنها استخوان دراز بدن است که به صورت افقی قرار دارد و وزن اندام فوقانی را به تنه منتقل می‌کند و باعث دور نگه‌داشتن بازو از بدن می‌شود. این استخوان اولین استخوانی است که در بدن انسان و در جنین به روش داخل غشایی استخوانی می‌شود.وبه حرف s است

## توصیف
استخوان ترقوه فیل از استخوان ترقوه انسان کوچکتر است و در عین حال استخوان ترقوه در نوعی میمون به نام جیبون که تنها یک سوم انسان جثه دارد، از استخوان ترقوه انسان بزرگتر است. از نظر کالبد شناختی این استخوان دارای دو انتهای داخلی و خارجی و یک تنه است. انتهای داخلی آن یا انتهای استرنال، به استخوان جناغ (به‌طور دقیق تر با دسته جناق یا منوبریوم استرنوم) مفصل می‌شود و مفصل استرنوکلاویکولار یا جناغی-چنبری را می‌سازد. این انتها گرد و برجسته بوده و یک چهارم فوقانی آن محل اتصال تاندون اینترکلاویکولار یا بین ترقوه ای می‌باشد و سه چهارم تحتانی این انتها محل اتصال به بریدگی کلاویکولار استخوان جناغ است. رباط‌های کوستوکلاویکولار قدامی و خلفی نیز این مفصل را تقویت می‌کنند.
این استخوان در یک سوم میانی و در سطح تحتانی خود یک بخش فرورفته کشیده به نامsubclavian groove دارد که به عنوان insertion عضلهٔ subclavious muscle شناخته می‌شود
در یک سوم خارجی این عضله یک برجستگی متمایز متشکل از یک تکمه به نام تکمهٔ کونویید و یک زبرشدگی خارجی به نام خط تراپزویید، وجود دارد که محل اتصالی برای رباط کوراکوکلاویکولار (رباط متصل‌کننده انتهای آکرومیال کلاویکل به زایدهٔ کوراکویید کتف) است.
انتهای دیگر استخوان انتهای آکرومیال نامیده می‌شود که با آکرومیون اسکپولا مفصلی تخت و بیضی شکل را می‌سازد که با رباط عرضی آکرومیوکلاویکلار تقویت می‌شود، استخوان ترقوه در سمت داخل در مقطع عرضی مربعی است و با رفتن به سمت خارج به تدریج تخت می‌شود و دو سطح فوقانی و تحتانی عریض تر را می‌سازد.
دررفتگی انتهای اخرمی (آکرومیال) و شکستگی بخش میانی کلاویکل شایع تر است.
نیمه خارجی کلاویکل در سطح خارجی محل منشأ گرفتن عضله دلتویید و سطح داخلی همان نیمه به صورت آینه ای محل اتصال عضله ذوزنقه ای یا تراپزیوس است. از نیمه داخلی کلاویکل، بخش کلاویکولار عضله سینه ای بزرگ یا پکتورالیس ماژور منشأ می‌گیرد.

## استخوان‌شناسی
استخوان ترقوه یا چنبر به صورت زیرجلدی و به شکل حرف S خوابیده‌است که در ریشهٔ گردن بین استخوان‌های کتف و جناغ قرار می‌گیرد و وزن اندام فوقانی را به تنه انتقال می‌دهد. دارای دو انتهای داخلی (استرنال) و خارجی (آکرومیال) و یک بخش میانی سیلندری شکل بنام تنه می‌باشد. تنه به دو قسمت یک سوم خارجی و دو سوم داخلی تقسیم می‌شود.
در سطح تحتانی یک سوم خارجی، تکمهٔ کونوئید (Conoid Tubercle) و تیغهٔ تراپزوئید (Trapezoid Crest) قرار دارد. در سمت خارجی سطح تحتانی دو سوم داخلی تنه، ناودان ساب کلاوین قرار دارد
- نکات مهم آناتومی استخوان کلاویکل

1. کلاویکل، تنها استخوان بلندی است که در بدن بصورت افقی قرار گرفته‌است.
2. کلاویکل، اولین استخوانی است که در بدن تشکیل می‌شود (هفتهٔ پنجم یا ششم جنینی).
3. این استخوان، حفرهٔ (کانال) مرکزی (Medulla) ندارد.
4. تنها استخوان بلندی است که استخوان‌سازی داخل غشایی و دو مرکز اولیه استخوان‌سازی دارد.
5. در جنس مؤنث، استخوان کوچک‌تر، نازک‌تر و انحناهای کمتری دارد و انتهای خارجی کمی پایین‌تر از انتهای داخلی است.
6. این استخوان به دلیل زیر جلدی بودن و عدم حفاظت کافی توسط عضلات، در معرض خطر شکستگی قرار دارد.

۷. شایع‌ترین محل شکستگی استخوان، محل اتصال دو سوم داخلی و یک سوم خارجی تنه است که در اثرافتادن روی شانه صورت می‌گیرد. درمان این شکستگی، بانداژ به شکل ۸ می‌باشد.
1. دارای یک سوراخ تغذیه‌ای در لبهٔ خارجی ناودان ساب کلاوین می‌باشد که شاخه‌ای از شریان سوپرااسکاپولار را دریافت می‌کند.
2. این استخوان در بالای دندهٔ اول قرار دارد.
3. کلاویکل دارای دو مرکز اولیه و یک مرکز ثانویه استخوان‌سازی می‌باشد.

- اتصال عضلات و لیگامان‌ها به استخوان کلاویکل:

1. عضلهٔ دلتوئید (Deltoid.m): عضلهٔ مثلثی شکل بوده که به کنار قدامی یک سوم خارجی تنه کلاویکل می‌چسبد. این عضله از عصب آگزیلاری، عصب می‌گیرد.
2. عضلهٔ تراپزیوس (Trapezius.m): به کنار خلفی یک سوم خارجی تنه کلاویکل می‌چسبد.
3. عضلهٔ پکتورالیس ماژور (Pectoralis major.m): به کنار قدامی دو سوم داخلی می‌چسبد.
4. عضلهٔ استرنوکلئیدوماستوئید (Sternocleidomastoid.m): به سطح فوقانی دو سوم داخلی می‌چسبد.
5. لیگامان کوستو - کلاویکولار (Costo-clavicular.Lig): به توبروزیتی دندهای می‌چسبد.
6. عضلهٔ ساب کلویوس (Subclavius.m): به ناودان ساب کلاوین (سطح تحتانی یک سوم میانی) می‌چسبد.
7. فاسیای کلاوی پکتورال (Clavipectoral Fascia): به لبه‌های ناودان ساب کلاوین می‌چسبد

- نکات مهم در مورد عضلات و لیگامان‌های متصل به استخوان کلاویکل

1. تزریق‌های داخل عضلانی در عضلهٔ دلتوئید انجام می‌گیرد. برای جلوگیری از آسیب عصب آگزیلاری، باید این تزریق‌ها در نیمه پایینی عضله انجام شود.
2. اگر عضله دلتوئید فلج شود، دور کردن (Abduction) بازو از تنه غیرممکن می‌شود.
3. لیگامان‌های کونوئید و تراپزوئید باعث انتقال وزن اندام فوقانی به کلاویکل می‌گردند.
4. علت مدور بودن نوک شانه، عضله دلتوئید می‌باشد.
5. مفاصل مربوط به استخوان کلاویکل:

استخوان ترقوه با استخوان‌های اسکاپولا و استرنوم تشکیل مفاصل آکرومیوکلاویکولار و استرنوکلاویکولار را می‌دهد.
نکات مهم در مورد مفاصل مربوط به استخوان کلاویکل
1. چون سه عنصر در تشکیل مفصل استرنوکلاویکولار شرکت می‌کنند، لذا این مفصل، یک مفصل مرکب محسوب می‌گردد.
2. اگر دررفتگی مفصل آکرومیو کلاویکولار صورت گیرد، جهت دررفتگی به سمت بالا است ولی اگر دررفتگی مفصل استرنوکلاویکولار صورت گیرد، جهت دررفتگی به سمت جلو است.
3. لیگامان کوستو _ کلاویکولار مانع از دررفتگی به سمت عقب مفصل استرنوکلاویکولار می‌شود.

د) عروق و اعصاب مجاور با استخوان کلاویکل:
A) شریان ساب کلاوین (Subclavian.A): شریان ساب کلاوین که از زیر ترقوه می‌گذرد، در سمت راست از تنه براکیوسفالیک و در سمت چپ از قوس آئورت منشأ می‌گیرد و از سطح خلفی فوقانی اولین قسمت شریان ساب کلاوین، شریان مهرهای (Vertebral.A) جدا می‌شود. شریان‌های مهرهای سمت راست و چپ در قسمت پل مغزی، تشکیل شریان قاعدهای (Basilar.A) را می‌دهند. B) ورید سفالیک (Caphalic.V): این ورید، از سمت خارجی شبکه وریدی پشت دست (دورسال) منشأ گرفته و به سمت بالا جهت می‌گیرد که سرانجام به ورید آگزیلاری تخلیه می‌شود.
نکته: عصب سوپراکلاویکولار از شاخه‌های سطحی شبکه گردنی می‌باشد که در سطح استخوان کلاویکل قرارمیگیرد.
تکنیک‌های تصویربرداری پزشکی از استخوان کلاویکل
A) رادیوگرافی از استخوان کلاویکل:
رادیوگرافی از استخوان کلاویکل به دنبال شکستگی، تروما و درد نقرسی کلاویکل (Cleidagra) در خواست می‌شود. رادیوگرافی در وضعیت (AP- Axial (Weight Bearing صورت می‌گیرد. (نمای اختصاصی برای این استخوان، لوردتیک (Lordotic) می‌باشد).
معمولاً در رادیوگرافی از مفصل آکرومیو کلاویکولار، به دست‌های بیمار، دو وزنه متصل می‌کنند.